# Isabella Tovaglieri
Isabella Tovaglieri (Busto Arsizio, 25 giugno 1987) è una politica italiana.

## Biografia
Diplomata al liceo classico “Daniele Crespi” di Busto Arsizio e laureata in giurisprudenza presso l'Università Carlo Cattaneo con una votazione di 110 e lode, lavora presso lo studio legale di famiglia dove, tra gli altri, è tra i collaboratori anche l'ex parlamentare della Lega Francesco Speroni. È iscritta all'albo ordinario dell'ordine degli avvocati di Busto Arsizio.
Ha iniziato la sua carriera politica nel 2011, quando è entrata a far parte del consiglio comunale di Busto Arsizio dove è rimasta fino al 2016 con l'incarico di vicepresidente della commissione cultura, educazione, sport, tempo libero, problematiche giovanili. In seguito alle elezioni amministrative in Italia del 2016 ha assunto il ruolo di assessore all'urbanistica, edilizia pubblica e privata, controllo del territorio e patrimonio, al quale si è aggiunta la carica di vicesindaco a partire dall'ottobre 2017.
Nel 2019 si è candidata per la Lega alle elezioni europee nella circoscrizione Italia nord-occidentale, risultando eletta con 32 372 voti di preferenza. In seguito all'elezione è diventata membro titolare della commissione ITRE (Industria, Trasporti, Ricerca e Energia), della commissione FEMM (Diritti della donna e uguaglianza di genere) e membro sostituto della commissione IMCO (Mercato interno e Protezione dei consumatori) e membro della commissione HOUS sulla casa.
In occasione delle elezioni comunali di Busto Arsizio del 2021 si è candidata per il rinnovo del consiglio comunale nella lista della Lega ottenendo 591 preferenze personali e risultando così la candidata più votata in città.
Alle elezioni europee del 2024 si ricandida nella circoscrizione nord-occidentale in terza posizione preceduta dalla collega Silvia Sardone e dal generale Roberto Vannacci. Viene rieletta con 40.017 preferenze.
In seguito all'elezione, viene rinnovata la titolarità della Commissione ITRE (Industria, Trasporti, Ricerca e Energia), è nominata membro sostituto della Commissione AGRI (Agricoltura e sviluppo rurale) e membro sostituto della Commissione INTA (Commercio internazionale).

## Attività al Parlamento europeo
A nome del gruppo Identità e Democrazia, ha seguito diversi dossier in qualità di Relatrice Ombra sia nella Commissione per l'industria, la ricerca e l'energia del Parlamento europeo che nella Commissione per il mercato interno e la protezione dei consumatori del Parlamento europeo. È stata l'unica italiana ad occuparsi della Direttiva sulla prestazione energetica nell'edilizia, uno dei testi cardine del pacchetto Fit for 55, ma ha seguito molti altri dossier tra cui il Programma spaziale dell'Unione europea (2021-2027), il Fondo Europeo per la Difesa, la Nuova Strategia europea per le PMI e la Strategia europea per le materie prime critiche.
In qualità di Membro della Commissione FEMM, è stata l'unica italiana ad essere tra i Relatori dell'iniziativa per combattere la violenza di genere e la cyberviolenza, nonché di iniziative per la parità di genere nella politica estera e di sicurezza dell'UE e della convenzione di Istanbul per la parità di genere.
In qualità di Membro del Gruppo Identità e Democrazia, nel febbraio 2022 si è recata al Conservative Political Action Conference (CPAC) ad Orlando in Florida, la celebre convention organizzata dal Partito Repubblicano. Nel novembre 2023, invece, in qualità di rappresentante della Commissione IMCO, si è recata alla Casa Bianca per incontrare diverse autorità politiche americane (tra cui l’assistente speciale del Presidente Biden per le politiche economiche, Elizabeth Kelly) per discutere tematiche quali l'intelligenza artificiale (AI Act), il controllo dei dati e il nuovo Regolamento europeo sui servizi digitali.

## Posizioni politiche
In qualità di Deputata europea, si è espressa in diverse occasioni contrariamente allo stop ai motori endotermici al 2035, da lei ritenuto "contro gli interessi del paese" ed una scelta che può portare alla "distruzione dell’industria automobilistica italiana e di tutta la filiera automotive". Forte sostenitrice del comparto automotive italiano, si è al contempo espressa in più occasioni a difesa e tutela delle auto storiche, ritenute "una ricchezza", tra cui va annoverato un discorso a difesa dei veicoli classici nell'aula plenaria di Strasburgo. Sempre in ambito motori, ha aderito alla petizione a difesa del valore storico della Vespa lanciata dal Vespa club Italia, per renderla patrimonio culturale italiano.
Ha espresso posizioni critiche rispetto ad alcune politiche del Green Deal europeo, in particolar modo sulla Direttiva europea sulla prestazione energetica nell'edilizia, pubblicamente definita un'"eurofollia", in occasione del voto al Parlamento europeo. 
Ha più volte manifestato una posizione fermamente contraria al sistema di etichettatura del Nutriscore, accusandolo di "penalizzare il Made in Italy a vantaggio del cibo spazzatura", e si è espressa in diverse occasioni contro la promozione del consumo di insetti e la carne coltivata, aderendo alla petizione lanciata da Coldiretti.
Ha pubblicamente dichiarato la sua contrarietà al velo islamico, definendolo pubblicamente un "simbolo di sottomissione" ed accusando l'Unione Europea di promuoverlo nelle sue campagne pubblicitarie. Nel luglio 2023, è salita alle cronache nazionali per aver denunciato un festino islamico per sole donne musulmane in burkini e hijab, con telecamere spente e bagnine donne, accusando l'evento di essere "festa all’insegna dell’auto-segregazione", "incompatibile con la nostra cultura".

## Opere
- AA.VV., La politica dopo il Covid, Ibis, 2021, ISBN 9788871646541

- AA.VV., La proprietà e i suoi nemici, Confedilizia edizioni, 2023, ISBN 9788832075182